# Élections législatives de 1921 en Australie-Occidentale
Les élections législatives de 1921 en Australie-Occidentale se sont déroulées le 12 mars 1921 pour élire les 50 membres de l'Assemblée législative de l'Australie-Occidentale. Le gouvernement sortant, mené par le Premier ministre James Mitchell et appuyé par le Parti Country et le Parti travailliste national, a remporté un second mandat pour former le gouvernement contre l'opposition du Parti travailliste, menée par Philip Collier.

## Résultats
| Inscrits                           | Inscrits                 | Inscrits                 | 146 948   |             |                      |                      |
| Abstentions                        | Abstentions              | Abstentions              | 47 990    | 32,66 %     |                      |                      |
| Votants                            | Votants                  | Votants                  | 98 958    | 67,34 %     |                      |                      |
|                                    |                          |                          |           |             |                      |                      |
| Bulletins enregistrés              | Bulletins enregistrés    | Bulletins enregistrés    | 98 958    |             |                      |                      |
| Bulletins blancs ou nuls           | Bulletins blancs ou nuls | Bulletins blancs ou nuls | 1 620     | 1,64 %      |                      |                      |
| Suffrages exprimés                 | Suffrages exprimés       | Suffrages exprimés       | 97 338    | 98,36 %     | 50 sièges à pourvoir | 50 sièges à pourvoir |
|                                    |                          |                          |           |             |                      |                      |
| Liste                              | Tête de liste            |                          | Suffrages | Pourcentage | Sièges acquis        | Var.                 |
| Parti travailliste                 | Philip Collier           |                          | 35 829    | 36,81 %     | 17 / 50              | +2                   |
| Parti nationaliste d'Australie     | James Mitchell           |                          | 26 995    | 27,73 %     | 10 / 50              | +2                   |
| Country Party of Western Australia | Tom Harrison (en)        |                          | 17 311    | 17,78 %     | 16 / 50              | +4                   |
| Parti travailliste national        | ?                        |                          | 9 809     | 10,08 %     | 4 / 50               | -2                   |
| Indépendants                       | s.o.                     |                          | 7 394     | 7,6 %       | 3 / 50               | +2                   |

Il est à noter que 164 688 électeurs étaient inscrits lors de cette élection, mais que six des 50 sièges n'étaient pas contestés, ce qui représentait 17 740 électeurs. Sur ces sièges, trois étaient du Parti travailliste, deux du Country Party of Western Australia et un du Parti travailliste national.